# Prisons F.C.
Prisons FC is een voetbalclub in Mbeya, Tanzania, eigendom van de Tanzania Prisons Service. Ze spelen hun thuiswedstrijden in het Sokoine Stadion.

## Prestaties
- Tanzaniaanse Premier League: 1

1999